# Marineros de Carabobo
Los Marineros de Carabobo son un equipo profesional de béisbol de Venezuela con sede en Valencia, Carabobo. Compite en la Liga Mayor de Béisbol Profesional (LMBP) y disputan sus partidos como locales en el Estadio José Bernardo Pérez, ubicado en la ciudad de Valencia.
El nombre de «Marineros» se origina en la prominencia de la cultura marina en las ciudades costeras de Carabobo. Son apodados los Marineros, un título que aparece reflejado en su logotipo principal por un ancla. Adoptaron los colores de su equipo actual, azul marino, rojo y blanco, en la temporada de 2021.

## Historia
Los Marineros de Carabobo fueron creados en el año 2021, y es uno de los seis equipos que fundaron la liga Mayor de Béisbol Profesional, junto a Senadores de Caracas, Líderes de Miranda, Lanceros de La Guaira, Samanes de Aragua y Guerreros de Caracas.

### Primera temporada (2021)
La organización demostró ser un equipo ganador desde su primera temporada, cuándo quedaron en primer lugar y clasificaron a semifinales tras ganar 19 juegos de 30 y jugar para 0.633 estableciendo el primer récord de victorias de la Liga Mayor, En semifinales se enfrentaron a los Samanes de Aragua a los cuales vencieron 3 juegos a 1. En la final se enfrentaron a los Senadores de Caracas. El primer juego fue un festival de batazos para los caraqueños logrando la victoria 14-1. Los carabobeños ganarían el segundo por 6-5 en un juego muy parejo. El tercero fue victoria de los Senadores por 9-5 mientras que en el cuarto senadores blanquearon a los marineros 4-0 y colocó la serie 3-1 quedando a una victoria del título, sin embargo los Marineros ganaron el quinto juego 2-0. Finalmente, en el sexto juego Senadores de Caracas se convirtió en el primer equipo en alzar la copa de la Liga Mayor de Béisbol Profesional (LMBP), al derrotar 19-3 por la vía del nocaut a los Marineros.
La nominación como Jugador Más Valioso de la Final 2021 fue para Alberto González. El antesalista bateó para .417 en los seis juegos de la final. Remolcó 7 carreras, que fueron determinantes para el título, 8 carreras anotadas, 2 dobles y 1 cuadrangular. Tomó 3 boletos y alcanzó 15 bases.

### Segunda temporada (2022)
Los Marineros ganaron 25 juegos en 2022, lo que les permitió terminar en el primer lugar de la temporada empatados junto a Delfines de La Guaira y Senadores de Caracas y así clasificar a las semifinales por segunda temporada seguida, el equipo se enfrentó a Líderes de Miranda y no fue capaz de ganar un solo partido cayendo 0 juegos a 3.

### Primer título de la liga mayor (2023)
Marineros de Carabobo se proclamó campeón de La temporada 2023 de la Liga Mayor de Béisbol Profesional al derrotar en 5 compromisos a los Delfines de La Guaira, y Titularse por primera vez en su historia al Ganar 4 compromisos por 1 de los Delfines.

### Cuarta temporada (2024)
En la temporada 2024 de la liga, Marineros de Carabobo tuvo un desempeño sólido, terminando con un récord de 23 victorias y 19 derrotas, lo que los ubicó en la cuarta posición de la tabla durante la temporada regular. Cayeron en semifinales al perder contra los Senadores de Caracas, en una serie que terminó 3-2 a favor del conjunto de la capital. 

## Jugadores
| Pitchers | Pitchers          | Pitchers | Pitchers | Pitchers | Pitchers   | Pitchers            | Pitchers             |
| #        | Nombre            | Batea    | Lanza    | Altura   | Peso (Lbs) | Fecha de nacimiento | Nacionalidad         |
| -------- | ----------------- | -------- | -------- | -------- | ---------- | ------------------- | -------------------- |
| 46       | Arrieche, Gregori | R        | R        | 5'90     | 165        | 12/19/2001          | Venezuela            |
| 98       | Chacin, Alejandro | R        | R        | 6'0      | 204        | 06/24/1993          | Venezuela            |
| 3        | Chourio, Carlos M | L        | L        | 6'2      | 220        | 01/06/2000          | Venezuela            |
| 30       | Fermín, Cristian  | R        | R        | 5'7      | 154        | 10/09/2001          | Venezuela            |
| 21       | Figueroa, Eduardo | R        | R        | 6'1      | 185        | 11/30/1988          | Venezuela            |
| 71       | González, Germen  | R        | R        | 6'0      | 198        | 09/23/1987          | República Dominicana |
|          | Hiraldo, Yaramil  | R        | R        | 6'1      | 180        | 12/31/1995          | República Dominicana |
|          | López, Frank      | L        | L        | 6'1      | 175        | 02/18/1994          | Venezuela            |
| 83       | Martínez, José    | R        | R        | 6'2      | 192        | 10/29/1996          | Venezuela            |
| 95       | Martínez, Luis    | R        | R        | 6'6      | 200        | 01/29/1995          | Venezuela            |
| 90       | Pantoja, Yorvin   | L        | L        | 5'11     | 175        | 09/22/1997          | Venezuela            |
| 7        | Paricaguan, Jesús | R        | R        | 6'0      | 165        | 12/03/1995          | Venezuela            |
| 19       | Ramírez, Wikelman | R        | R        | 6'0      | 183        | 08/09/2000          | Venezuela            |
| 40       | Rijo, Luis        | R        | R        | 6'1      | 200        | 09/06/1998          | Venezuela            |
| 67       | Rondon, Danny     | R        | R        | 6'0      | 161        | 06/21/1987          | Venezuela            |
|          | Sotillet, Andrés  | R        | R        | 6'1      | 215        | 03/02/1997          | Venezuela            |

| Cácheres | Cácheres        | Cácheres | Cácheres | Cácheres | Cácheres   | Cácheres            | Cácheres            |
| #        | Nombre          | Batea    | Lanza    | Altura   | Peso (Lbs) | Fecha de nacimiento | Lugar de nacimiento |
| -------- | --------------- | -------- | -------- | -------- | ---------- | ------------------- | ------------------- |
| 13       | Marval, Osman   | B        | R        | 6'1      | 185        | 11/26/1986          | Venezuela           |
| 28       | Ortega, Dennis  | R        | R        | 6'3      | 230        | 06/11/1997          | Venezuela           |
| 16       | Quevedo, Yojhan | R        | R        | 6'1      | 215        | 11/06/1993          | Venezuela           |
| 74       | Rea, Yoandy     | R        | R        | 6'0      | 165        | 06/12/2000          | Venezuela           |

| Infielders | Infielders       | Infielders | Infielders | Infielders | Infielders | Infielders          | Infielders          |
| #          | Nombre           | Batea      | Lanza      | Altura     | Peso (Lbs) | Fecha de nacimiento | Lugar de nacimiento |
| ---------- | ---------------- | ---------- | ---------- | ---------- | ---------- | ------------------- | ------------------- |
|            | Arias, José      | R          | R          | 5'10       | 170        | 11/03/2004          | Venezuela           |
| 6          | Duran, Carlos    | R          | R          | 6'2        | 170        | 11/22/1994          | Venezuela           |
| 37         | Duran, Edgar     | B          | R          | 5'11       | 155        | 02/10/1991          | Venezuela           |
| 56         | Garces, Carlos   | B          | R          | 5'5        | 139        | 09/30/2006          | Venezuela           |
| 23         | García, Humberto | B          | R          | 5'10       | 165        | 05/20/1994          | Venezuela           |
| 72         | Infante, Juan    | R          | R          | 6'1        | 185        | 11/09/1996          | Venezuela           |
| 3          | Paolini, Ricardo | L          | R          | 20'8       | 0          | 11/09/1999          | Venezuela           |
| 13         | Pereira, Anthony | R          | R          | 6'0        | 195        | 11/28/1996          | Venezuela           |
| 2          | Pinto, Eduard    | L          | L          | 5'11       | 150        | 10/23/1994          | Venezuela           |
|            | Pinto, Julio     | R          | R          | 5'10       | 165        | 11/18/1995          | Venezuela           |
| 14         | Vielma, Engelb   | B          | R          | 5'11       | 155        | 06/22/1994          | Venezuela           |

| OutFielders | OutFielders   | OutFielders | OutFielders | OutFielders | OutFielders | OutFielders         | OutFielders         |
| #           | Nombre        | Batea       | Lanza       | Altura      | Peso (Lbs)  | Fecha de nacimiento | Lugar de nacimiento |
| ----------- | ------------- | ----------- | ----------- | ----------- | ----------- | ------------------- | ------------------- |
| 2           | Ugueto, Jesús | R           | R           | 5'11        | 169         | 05/30/1991          | Venezuela           |

Nota:
L: Batea a la Izquierda, R: Batea a la Derecha B: Batea Ambas

## Palmarés
- Liga Mayor de Béisbol Profesional 2023: Campeón
- Liga Mayor de Béisbol Profesional 2021: 2° Lugar.[1]